# Tridens flavus
Tridens flavus är en gräsart som först beskrevs av Carl von Linné, och fick sitt nu gällande namn av Albert Spear Hitchcock. Tridens flavus ingår i släktet Tridens och familjen gräs. Inga underarter finns listade i Catalogue of Life.